# هیروکو ساکای
هیروکو ساکای (انگلیسی: Hiroko Sakai؛ زادهٔ ۳ نوامبر ۱۹۷۸) بازیکن سافت‌بال اهل ژاپن است.